# Забелин, Геннадий Петрович
Геннадий Петрович Забелин (15 июня 1937, Вязники, Ивановская область — 24 мая 2018, Мурманск) — советский моряк, Герой Социалистического Труда.

## Биография
Родился 15 июня 1937 года в городе Вязники Владимирской области. С 1953 года работал заправщиком ткацких станков. В 1956 году Забелин окончил Рижскую мореходную школе и стал работать матросом на теплоходе «Адам Мицкевич» Мурманского морского пароходства. С 1974 года он работал на теплоходе «Дедовск», а с 1978 года — на теплоходе «Дмитрий Пожарский» ледового класса, стал его боцманом.
Экипаж «Дмитрия Пожарского» считался одним из лучших во всём пароходстве, теплоход содержался в образцовом состоянии.
Указом Президиума Верховного Совета СССР от 19 декабря 1989 года за «выдающиеся достижения в обеспечении перевозок грузов в условиях Арктики и Крайнего Севера, большой личный вклад во внедрение передовых методов организации производства и проявленную трудовую доблесть» Геннадию Забелину было присвоено звание Героя Социалистического Труда с вручением ордена Ленина и золотой медали «Серп и Молот».
В 2003 году Забелин вышел на пенсию. Проживал в Мурманске. Скончался 24 мая 2018 года.

## Награды
Был награждён орденами Октябрьской Революции и Трудового Красного Знамени, рядом медалей.